# Aydın Kurtoğlu
Aydın Kurtoğlu (* 24. Januar 1983 in Rize) ist ein türkischer Popmusiker.

## Leben und Karriere
Aydın Kurtoğlu ist der Sohn von Fatma Kurtoğlu und des Sängers Cengiz Kurtoğlu. Kurtoğlus Musikkarriere begann im Jahr 2014 mit der Single Köle. Sein Album Pişman wurde drei Jahre später veröffentlicht.

## Diskografie

### Alben
- 2017: Pişman

### Singles
| - 2014: Köle (Hintergrundstimme: Hande Ünsal) - 2014: Yana Yana - 2014: Ağlama Artık - 2014: Gidemezsin Sen - 2015: Hayırlı Günler - 2015: Öptüm - 2016: Yak - 2016: İki Çift Laf (mit Hande Ünsal) - 2017: Spor Aşk (Hintergrundstimme: Hande Ünsal) - 2017: Pişman - 2017: Mevsim Bahar - 2017: Tüh Tüh - 2018: Söz - 2019: Gururdan Gömlek - 2019: Olay Ne (mit Murat Joker) | - 2019: Deli Fişek (mit Ozan Doğulu) - 2019: Tek - 2020: Ben de Özledim (mit Bahadır Tatlıöz, Mustafa Ceceli & Gülden) - 2020: Şahsiyet - 2021: Zor Sensiz (mit Tarık İster) - 2021: Çiçek - 2021: Afet-i Devran - 2021: Sayende - 2022: Bırakın - 2022: Gözün Aydın - 2022: Ben - 2022: Hastane Önünde (mit Tarık İster) - 2024: Bi Şarkı - 2025: Yonca - 2025: Sana Rağmen |

Quelle: